# Anders Kulläng
Anders Kulläng  (23. rujna 1943. – 28. veljače 2012.) bio je švedski reli-vozač.
Kulläng je svoju karijeru u reliju započeo 1962. Natjecao se na prvoj reli utrci Svjetskog prvenstva u reliju, Reli Monte Carlo, godine 1973. u automobilu Opel Ascona.
Natjecao se na utrkama Svjetskog prvenstva u reliju za momčad Opela sve do 1981., kada je postao vozač momčadi Mitsubishi Ralliart. Ukupno je nastupio na 45 utrka svjetskog prvenstva u reliju, četiri puta završavao utrke na podiju, te zabilježio jedinu pobjedu u sezoni 1980. na utrci Reliju Švedska. Kulläng je vodio vlastitu školu za reli-vozače koju su pohađali Colin McRae i Sébastien Loeb.
Utopio se je 28. veljače 2012., tijekom odmora na Tajlandu.